# Beauchamp
Beauchamp is een gemeente in Frankrijk. Het ligt op 20 km ten noordwesten van het centrum van Parijs, binnen de agglomeratie van Parijs.
Station Montigny - Beauchamp ligt op de grens met Montigny-lès-Cormeilles, op het grondgebied van Montigny-lès-Cormeilles.

## Kaart
De onderstaande kaart toont de ligging van Beauchamp met de belangrijkste infrastructuur en aangrenzende gemeenten.

## Demografie
Onderstaande figuur toont het verloop van het inwonertal, bron: INSEE-tellingen. 